# Mati Fusi
Mati Fusi (ur. 16 czerwca 1982) – były tuwalski piłkarz grający na pozycji napastnika, trener piłkarski.

## Kariera
Od 2002 do 2011 grał w FC Tofaga. W 2007 rozegrał cztery mecze w reprezentacji Tuvalu w ramach Igrzysk Pacyfiku. W 2011 zakończył karierę piłkarską. W 2012 był trenerem FC Tofaga.